# Afrikanischer Schlammfisch
Der Afrikanische Schlammfisch (Phractolaemus ansorgii) ist ein kleiner Süßwasserfisch aus der Ordnung der Sandfischartigen (Gonorynchiformes).

## Aussehen
Er ähnelt einer Schmerle, hat einen schlanken, zylinderförmigen Körper und wird 15 bis 19 Zentimeter lang. Die schmale, sechsstrahlige, hoch aufragende Rückenflosse sitzt mittig. Der Kopf ist klein, das Maul winzig, fast ohne Zähne und kann rüsselartig vorgestreckt werden (s. D.E.F. Thys van den Audenaarde 1962). Geschlechtsreife Männchen haben am sehr kurzen Schwanzstiel zwei Reihen kleiner Stacheln und vier große Knötchen rund um das Auge, letzteres ist ein Kennzeichen der Ostariophysi. Der Fisch ist braungrau, oben dunkler, an den Flanken und unten heller. Die Flossen sind rötlich. Die Schwimmblase dient dem Afrikanischen Schlammfisch als Hilfsatmungsorgan.
- Flossenformel: Dorsale 6 (2 verzweigte, 4 unverzweigte Strahlen), Anale 6.

## Vorkommen
Der Afrikanische Schlammfisch hat zwei weit voneinander getrennte Verbreitungsgebiete: in Westafrika in Nigeria im Nigerdelta und in Zentralafrika am Zusammenfluss von Kongo und Ubangi. Dort lebt er bodenorientiert in schlammigen, stark bewachsenen Kleingewässern.